# Pont d'Adam

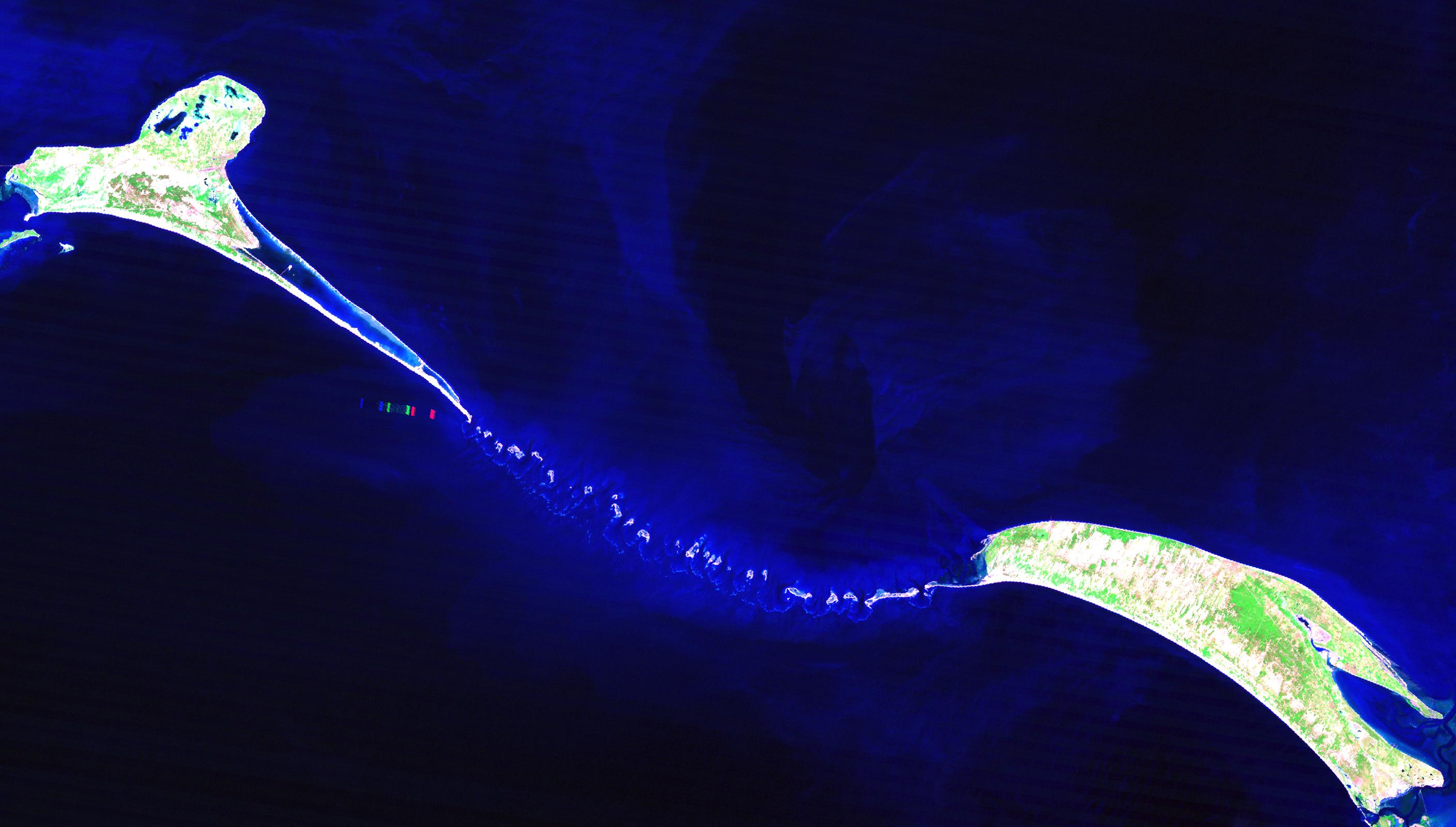
Imatge per satèl·lit del Pont d'Adam

El Pont d'Adam (en anglès Adam's Bridge; en tàmil ஆதாம் பாலம் Athām pālam), també conegut com el Pont de Rama (en tàmil இராமர் பாலம் Rāmar pālam; en malayalam രാമസേതു, Rāmasetu), és una sèrie d'illots arenosos i rocosos de 27 km de llarg situats entre l'illa de Rameswaram, a la costa índia, fins a l'illa de Manaar, a Sri Lanka, ja prop del golf de Manaar. El Ramayana diu que Rama va usar aquest pas per envair Ceilan amb el seu exèrcit.